# Las Herrerías de Calvera
Las Herrerías de Calvera ist ein spanischer Ort in der Provinz Huesca der Autonomen Gemeinschaft Aragonien, der zur Gemeinde Beranuy gehört. Das Dorf auf 970 Meter Höhe liegt circa zwei Kilometer nördlich von Beranuy und hatte im Jahr 2019 nur 28 Einwohner.

## Sehenswürdigkeiten
- Brunnen und alte Häuser